# Eddie Nash
Pour les articles homonymes, voir Nash.
Eddie Nash, de son vrai nom Adel Gharib Nasrallah (عادل غريب نصر الله), né le 3 avril 1929 à Ramallah en Palestine mandataire  et mort le 9 août 2014 à Los Angeles, est un homme d'affaires possédant une vingtaine de restaurants et discothèques à Los Angeles, c'est également une figure du crime organisé et un trafiquant de drogue. Il est principalement connu pour avoir commandité les « meurtres de Wonderland » en 1981, une affaire qui impliqua l'acteur pornographique John C. Holmes.

## Biographie
Né Adel Gharib Nasrallah en Palestine mandataire, Nash quitte son pays lorsque des soldats israéliens tuent son beau-frère dans la rue pour des raisons inconnues et lui-même échappe de justesse à la mort. Il est issu d'une famille palestinienne chrétienne orthodoxe de la ville de Ramallah près de Jérusalem.
Dans son livre L.A. Despair: A Landscape of Crimes & Bad Times, John Gilmore (écrivain) (en) affirme que Nash a confié à son avocat qu'il revivait fréquemment en rêve la violence de son enfance avec des balles sifflant au-dessus de sa tête. Il affirme qu'il possédait des hôtels en Palestine mandataire en 1948 à l'âge de 19 ans. Il émigre aux États-Unis au début des années 1950 et s'investit progressivement dans les affaires. Il apparaît comme acteur dans la série Cisco Kid en 1952 dans l'épisode The Quarter Horse où il joue un personnage nommé « Nash ». Il ouvre ensuite plusieurs boîtes de nuit à Los Angeles, comme le Starwood Club (en) à West Hollywood, le Soul'd Out club à Hollywood, l'Odyssey à Beverly Hills, ainsi que le Paradise Ballroom, le Seven Seas, l'Ali Baba’s et le Kit Kat strip club. Ses établissements attiraient les clients les plus divers : gays, noirs, blancs et autres.
Pendant plusieurs décennies, Adel Nasrallah est le plus puissant et le plus dangereux caïd/trafiquant de drogue opérant sur la côte ouest.

### Les meurtres de Wonderland
Nash est surtout connu pour son rôle supposé dans les quadruples « meurtres de Wonderland » de 1981, possibles représailles à un cambriolage de son domicile perpétré deux jours auparavant par trois à cinq hommes. Un personnage important de l'incident est l'acteur pornographique John C. Holmes, qui est plus tard acquitté des meurtres. Nash était un ami proche de Holmes qu'il aimait présenter à ses innombrables invités.
Cependant, en 1981, la carrière de Holmes décline notamment en raison d'une impuissance chronique résultant d'une très forte consommation de cocaïne. Afin de régler une dette importante à Ron Launius, chef du gang de Wonderland qui dominait le trafic de cocaïne à Los Angeles en 1981, il lui fournit des informations précieuses sur le domicile de Nash afin de préparer un cambriolage pendant lequel Nash et son garde du corps sont brutalisés et humiliés (canon du fusil dans la bouche). Deux jours plus tard, Launius et trois autres membres du gang sont retrouvés battus à mort à leur domicile du 8763 Wonderland Avenue. Bien que Nash avait également prévu de tuer Holmes, il décide de lui laisser la vie sauve et utilise les meurtres pour lui « donner une leçon » en le forçant à assister et peut-être même à participer au massacre.
Launius, Billy Deverell, Joy Audrey, Gold Miller, et Barbara Richardson sont tués et Susan Launius, la femme de Ron, est grièvement blessée. La police indique que la scène de crime est plus sanglante que le meurtre de Sharon Tate par Charles Manson.
Peu de temps après les meurtres, une perquisition au domicile de Nash révèle d'importants stock de cocaïne. Nash est condamné à huit ans de prison mais n'en fait que deux pour raisons de santé. Un associé de Nash a plus tard admis qu'il avait corrompu le juge avec 100 000 $.
En 1990, Nash est jugé pour avoir commandité les meurtres mais le procès se clôt sur un acquittement. Nash admis plus tard avoir corrompu le jury.
Selon la seconde femme de John C. Holmes, Laurie Rose (alias Misty Dawn), dans une entrevue pour Playboy : « Il [Eddie Nash] était un homme terrible... John m'avait dit qu'il aimait quitter les toilettes sans avoir utilisé de papier et offrir gratuitement de la cocaïne à des jeunes femmes si elles léchaient son cul ». Il abusait sexuellement de ses danseuses du Kit Kat Club et les utilisait pour démasquer les policiers en civil.
Dans les années 1990, la loi continue à pourchasser Nash qui est surnommé dans plusieurs magazines « celui qui s’enfuit ». En 1995, dans le cadre d'une série de raids sur des personnalités du crime organisé, des agents fédéraux perquisitionnent sa maison et saisissent ce qu'ils pensent être un stock de méthamphétamine. Cependant, il ne s'agit que d'antimites et aucune charge n'est retenue contre Nash.
En 2000, après quatre ans d'enquête conjointe entre les autorités locales et fédérales, Nash est arrêté pour des opérations de trafic de drogue et de blanchiment d'argent, pour avoir commandité les « meurtres de Wonderland » et corrompu les jurés de son premier procès. Nash, septuagénaire et souffrant notamment d'emphysème, accepte de plaider coupable en septembre 2001. Il admet aussi la corruption de jurés (pour laquelle il y a prescription) et d'avoir ordonné à ses associés de récupérer ses biens volés à la maison de Wonderland, une expédition qui dégénéra dans la violence et le meurtre, mais il nie leur avoir ordonné de tuer. Il accepte également de coopérer avec les autorités. Il est condamné à quatre ans et demi de prison (moins le temps déjà passé en prison) et 250 000 $ d'amende.

### Les meurtres des Bautista
Le 6 ou 7 septembre 1984, Nash connaît une tragédie personnelle. Une de ses anciennes maîtresses, Maureen Bautista, et leur fils Telesforo sont poignardés à mort. Le Hells Angels Robert Frederick Garceau est condamné à mort pour ces meurtres.
Garceau s'était rendu à la police après avoir tué Greg Rambo qui l'avait aidé à cacher les corps des Bautista. La femme de Rambo avait eu connaissance de ces meurtres et averti la police (en échange d'une immunité). Garceau est ainsi condamné pour ces trois meurtres.
Au procès, des preuves indiquent que Garceau avait tué Maureen Bautista parce qu'elle l'avait menacé de raconter ses trafics de drogue à Nash. Son fils avait été tué parce qu'il avait assisté au meurtre. Garceau fut condamné à mort mais meurt en prison d'un cancer le 29 décembre 2004.